# Вулканическая зона Таупо
Таупо (англ. Taupo Volcanic Zone) — вулканическая область на Северном острове Новой Зеландии, проявлявшая активность в течение последних двух миллионов лет и продолжающая оставаться действующей. Зона включает в себя вулкан Руапеху и область северо-восточнее него — районы Таупо и Роторуа, а также побережье залива Пленти. Зона Таупо является частью более крупного Центрального вулканического региона, активного уже 4 миллиона лет, который простирается на запад через залив Пленти вплоть до восточной части полуострова Коромандел. Вулканическая зона Таупо расширяется с востока на запад со скоростью около 8 мм в год. Своё название она получила в честь озера Таупо, являющегося затопленной кальдерой крупнейшего вулкана зоны.

## Активность
В этой вулканической зоне имеется большое количество геотермальных полей и вулканических жерл. Самые активные вулканы зоны — Руапеху, Нгаурухоэ, Уайт-Айленд. Крупнейшим извержение зоны Таупо с момента прибытия европейцев в Новую Зеландию является извержение вулкана Таравера в 1886 году, в результате которого погибло более 100 человек. Раннее население маори также могло пострадать от предыдущего извержения Тараверы около 1300 года.
Последнее крупное извержение вулкана Таупо, извержение Хатепе, произошло примерно в 230 году. Более раннее и более мощное извержение Оруануи, произошедшее 26 500—27 100 лет до н. э., является последним гигантским извержением, достигнувшим максимальных 8 баллов по шкале VEI. В результате извержения было извергнуто 1170 км³ вулканического материала.
Основная вулканическая деятельность другой кальдеры — Роторуа — происходила около 220 000 лет назад, последняя активность, выраженная в извержении трёх вулканических куполов, произошла менее 25 000 лет назад.
Ещё одной крупной кальдерой в зоне Таупо является кальдера Мароа, сформированная около 230 000 лет назад. Размеры Мароа достигают 16 × 25 км, она содержит не менее 70 простых и сложных вулканических куполов.